# Monceaux-l’Abbaye
Monceaux-l’Abbaye ist eine französische Gemeinde mit 218 Einwohnern (Stand 1. Januar 2022) im Département Oise in der Region Hauts-de-France. Die Gemeinde liegt im Arrondissement Beauvais und ist Teil der Communauté de communes de la Picardie Verte und des Kantons Grandvilliers.

## Geographie
Die im Jahr 917 erstmals als Monticelli genannte Gemeinde liegt rund vier Kilometer östlich von Formerie und drei Kilometer westlich von Feuquières. Sie schließt die nördlich gelegenen Häuser von L’Egouchet und im Süden den Wald Bois de Monceaux ein.

## Einwohner
| 1962 | 1968 | 1975 | 1982 | 1990 | 1999 | 2006 | 2011 |
| ---- | ---- | ---- | ---- | ---- | ---- | ---- | ---- |
| 165  | 156  | 126  | 184  | 160  | 182  | 154  | 210  |

## Verwaltung
Bürgermeister (maire) ist seit 2001 Pascal Bouteleux.

## Sehenswürdigkeiten
- Kirche Saint-Marcoul (siehe auch: Liste der Monuments historiques in Monceaux-l’Abbaye)

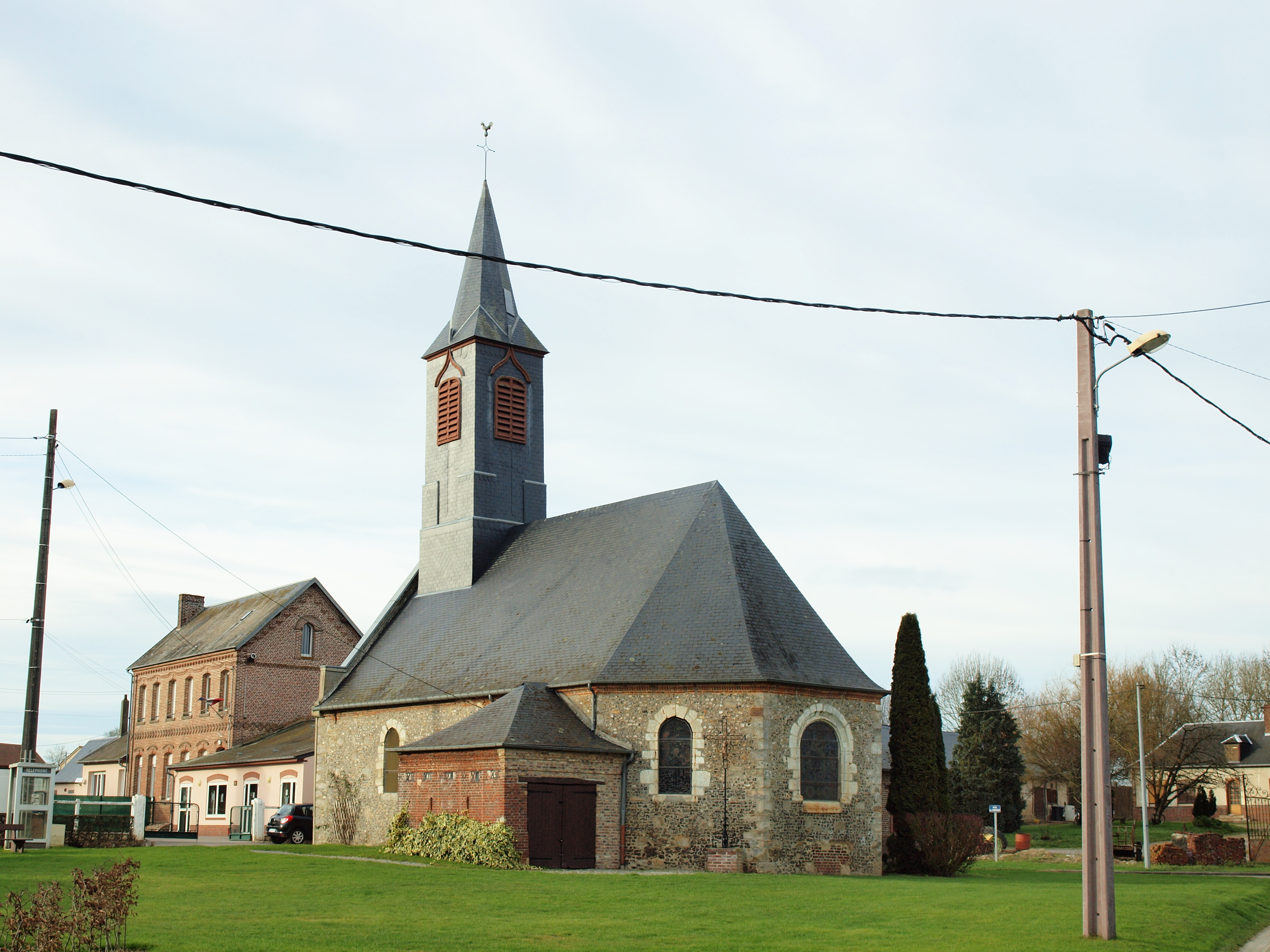
Kirche Saint-Marcoul